# Galopprennbahn Neue Bult
Die Neue Bult ist eine 1973 eröffnete Galopprennbahn im Stadtgebiet von Langenhagen.
Betreiber der Rennbahn ist der 1867 gegründete Hannoversche Rennverein. Der Verein hat seinen Sitz an seiner Galopprennbahn in Langenhagen.

## Geschichte

### Gründung des Hannoverschen Rennvereins 1867 und seine Rennbahnen bis 1970
Nach der Annexion des Königreichs Hannover durch Preußen wurde die preußische Militär-Reit-Schule im Oktober 1866 nach Hannover verlegt. 1867 gründete sich der „Verein zur Förderung der Hannoverschen Landes-Pferdezucht“, der anfänglich Jagd- und Hindernisrennen auf der Vahrenwalder Heide organisierte, zunächst jedoch nur für Reiter des Militärs. Ab 1868 stand für öffentliche Galopprennen ein Gelände mit Zuschauertribüne auf der Kleinen Bult zur Verfügung, dem Gebiet zwischen der Stadthalle und der Eisenbahnstrecke nach Braunschweig.
Von 1881 bis 1909 veranstaltete der Verein das Deutsche St. Leger, das ab 1906 auf der neuen Rennbahn auf der Großen Bult (heute: Alte Bult) in Bischofshol ausgetragen wurde. Die neue Rennbahn war speziell für Flach- und Hindernisrennen ausgelegt, vom Stadtbauamt geplant und zu fast 100 Prozent von der Stadt Hannover finanziert worden. Ein geringer Anteil wurde durch den Rennverein als Pächter des Geländes aufgebracht.
Während des Zweiten Weltkriegs wurde das Renngelände auf der Großen Bult 1943 bei den Luftangriffen auf Hannover durch Fliegerbomben zerstört. Im Oktober 1946 konnte der Rennbetrieb wieder aufgenommen werden.
1969 kündigte die Stadt Hannover dem Verein den Pachtvertrag über das Gelände auf der Großen Bult. Das letzte Rennen wurde am 15. August 1970 ausgetragen, anschließend wurde die Anlage abgerissen.

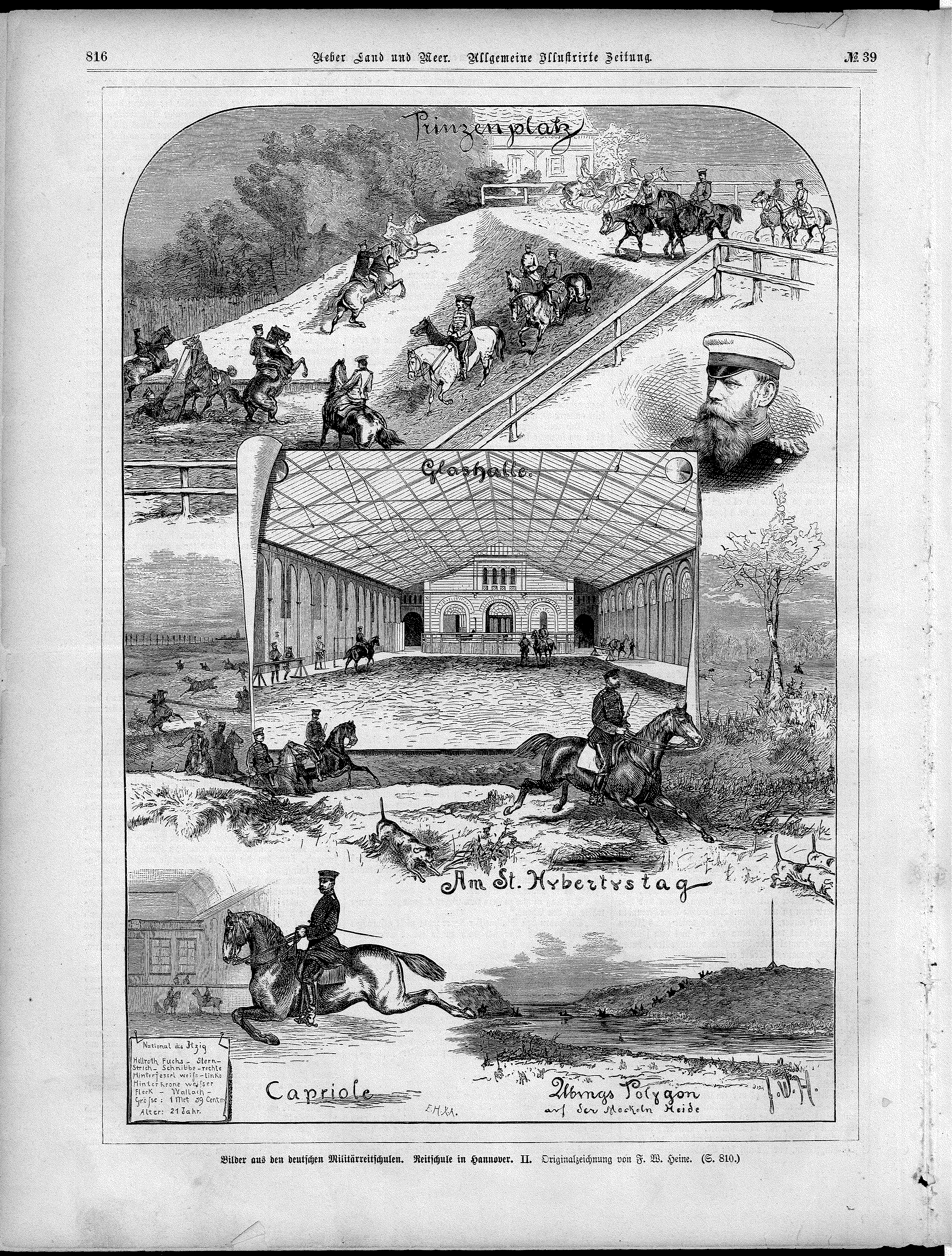
Friedrich Wilhelm Heines Zeichnungen rund um die „Reitschule“, 1877 als Holzschnitt veröffentlicht im illustrierten Wochenblatt Über Land und Meer
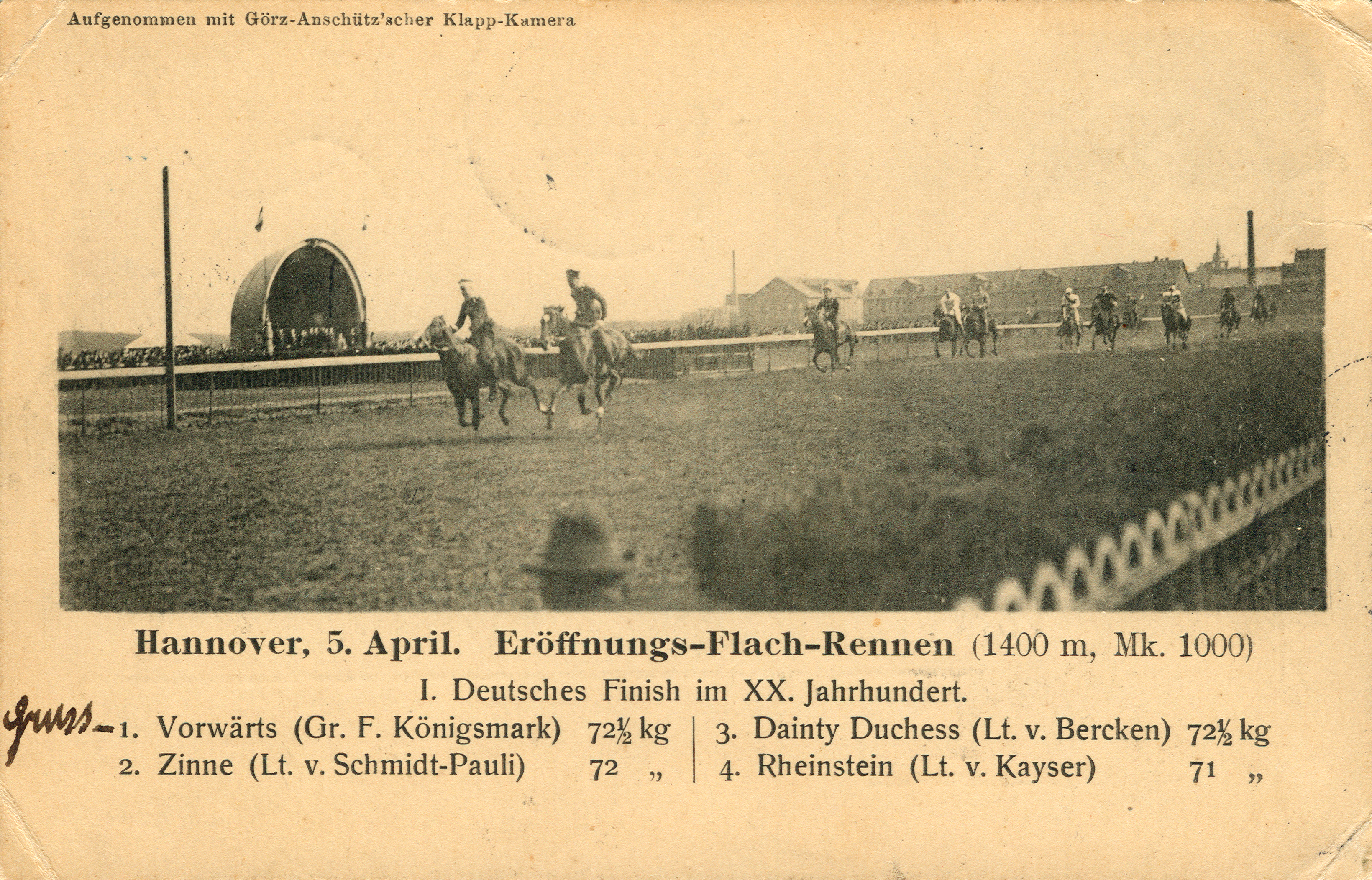
5. April 1900: „1. Deutsches Finish im XX. Jahrhundert“ auf der Rennbahn auf der Kleinen Bult
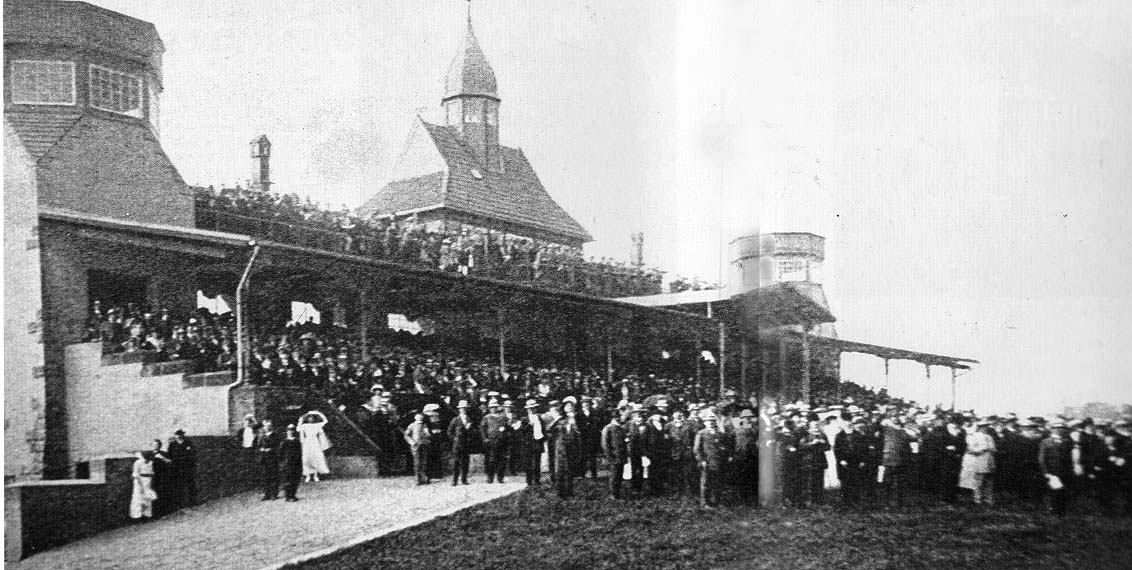
Ehemalige Tribüne der Alten Bult
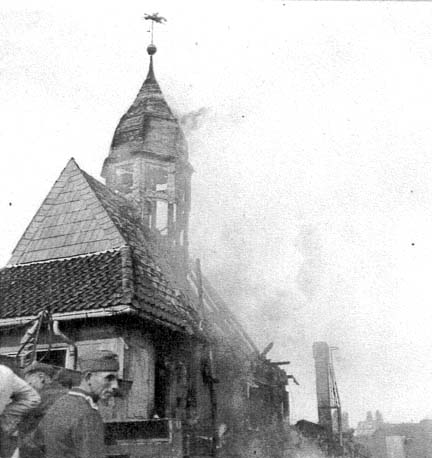
Brennender Mittelturm der Haupttribüne der Alten Bult nach einem Luftangriff 1942–43
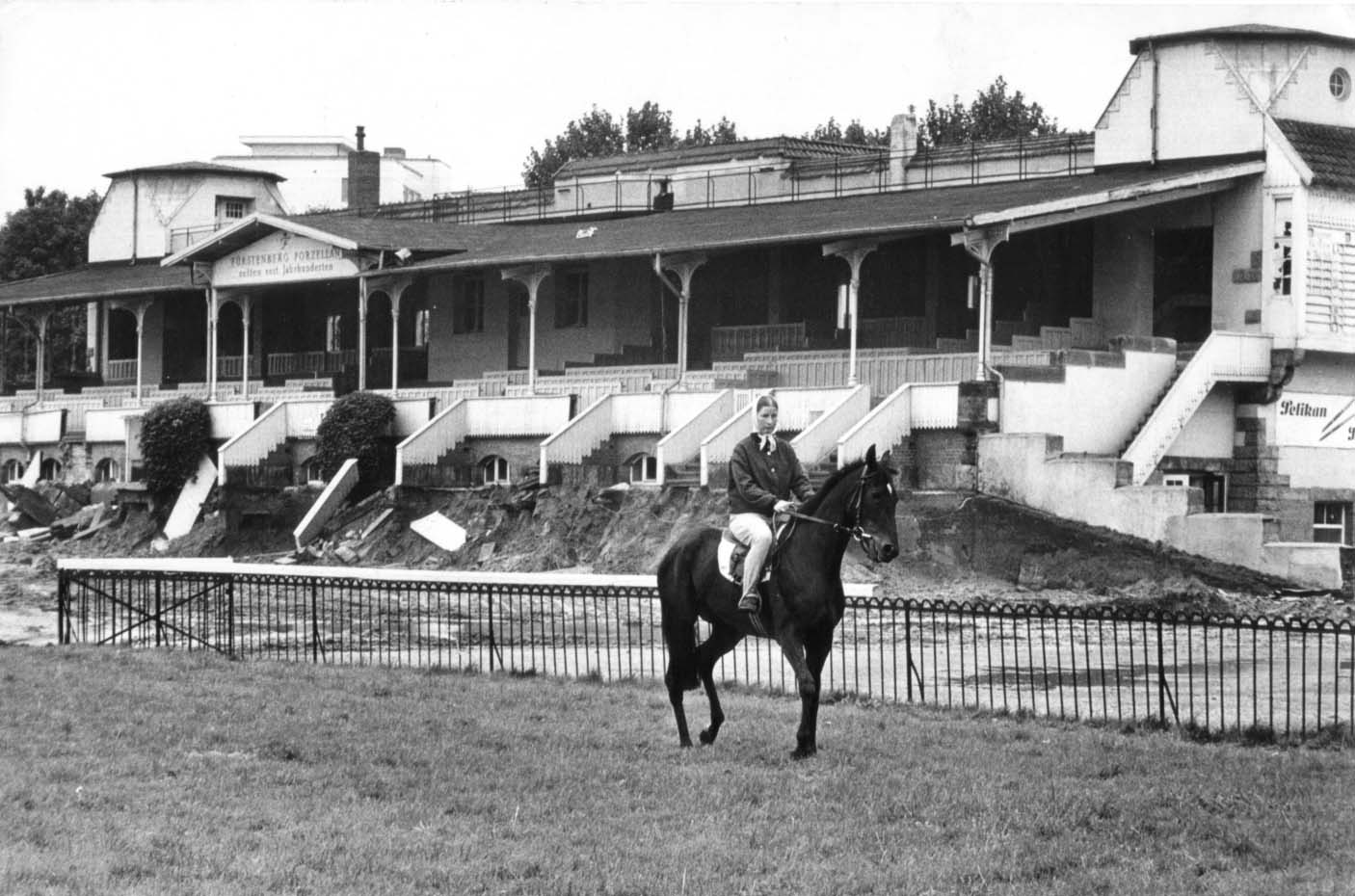
Die Haupttribüne der Alten Bult während der Abrissarbeiten im September 1971

### Ab 1973 die Neue Bult

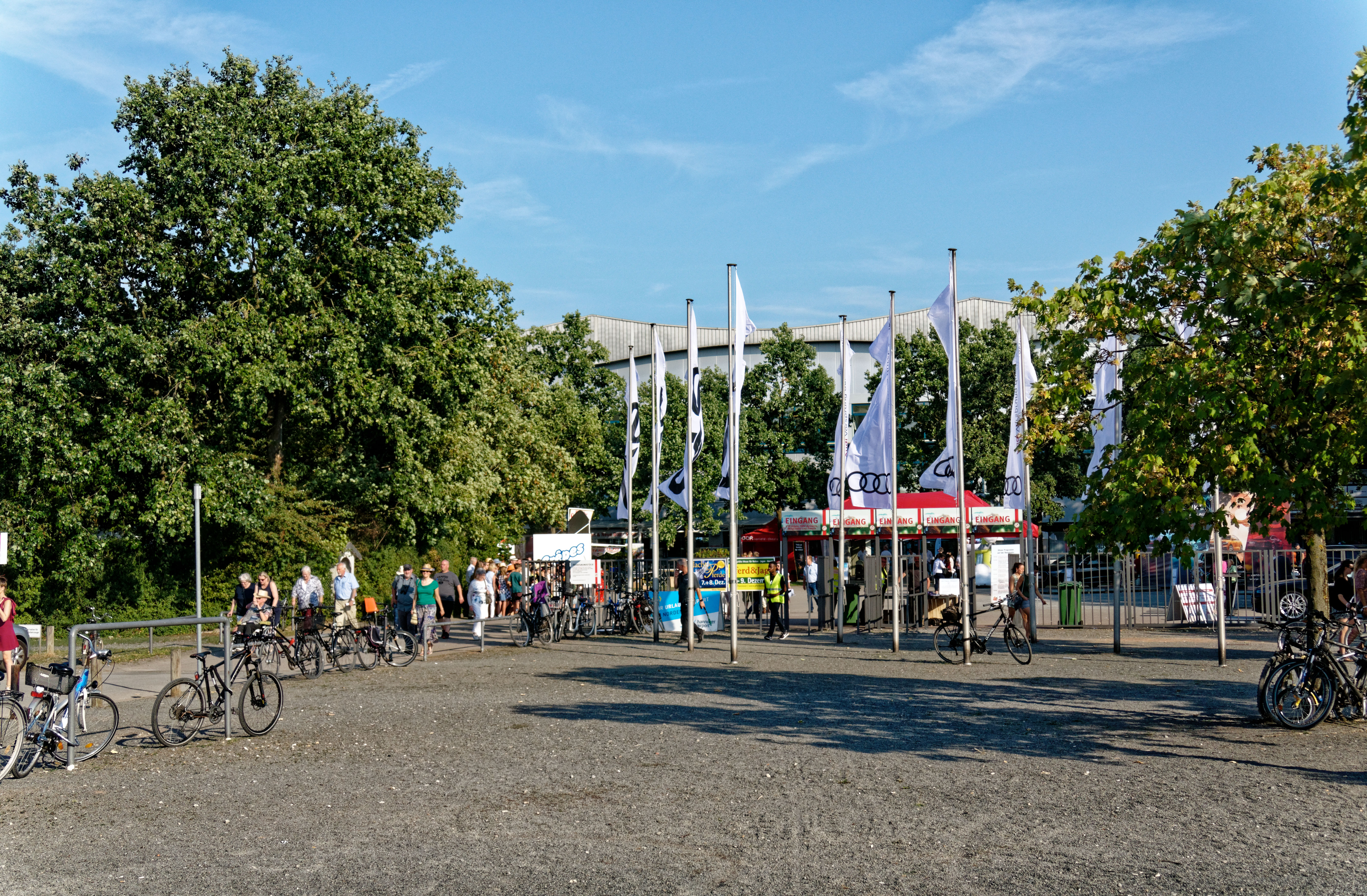
Eingang

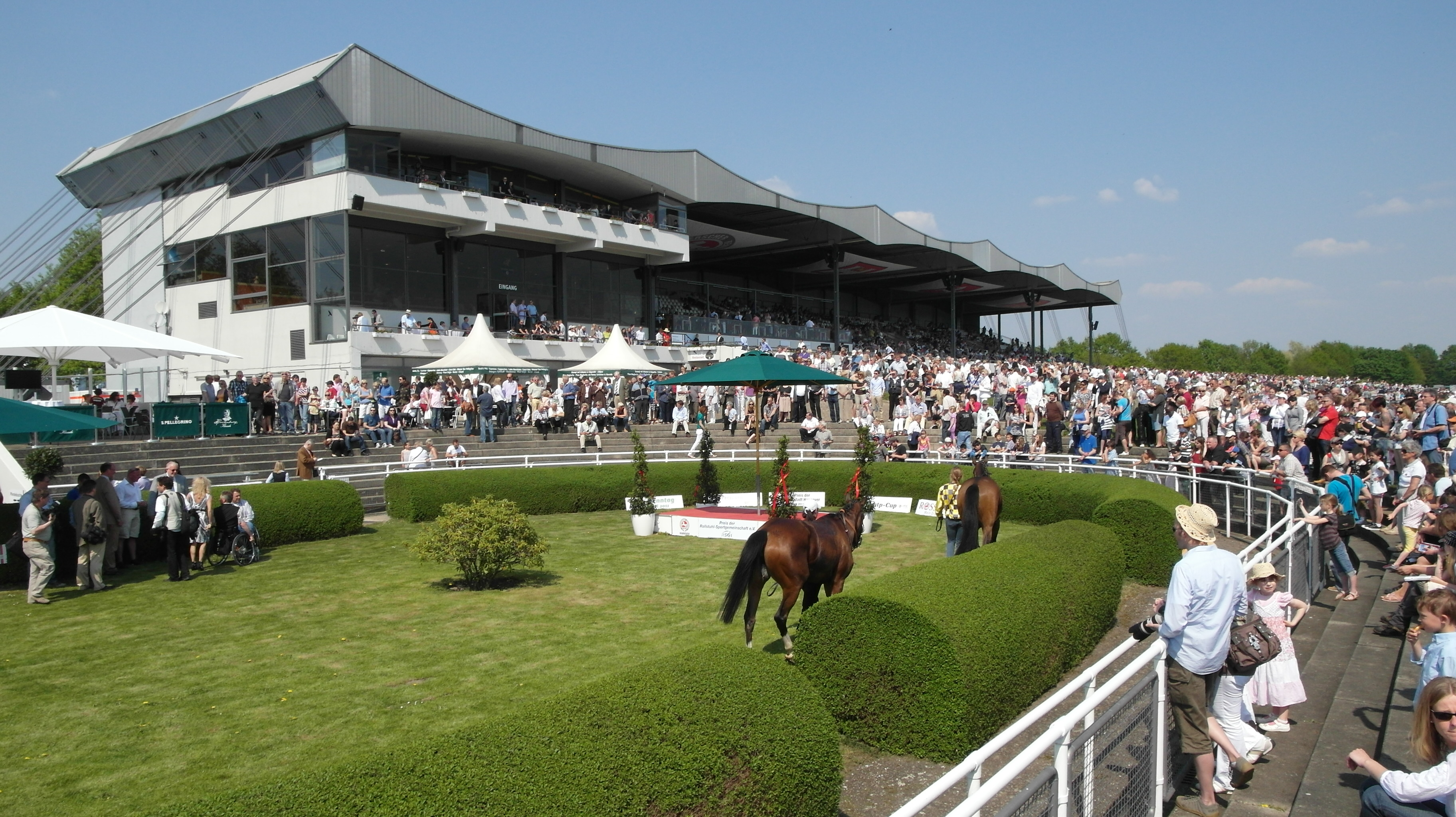
Absattelring und Tribüne

Die Stadt Hannover stellte dem Rennverein nun das Gelände auf der Neuen Bult in Langenhagen zur Verfügung, wo im Mai 1973 der Rennbetrieb wieder aufgenommen wurde. Die Neue Bult ist die bislang letzte in Deutschland erbaute Pferderennbahn.
1978 organisierte der Hannoversche Rennverein insgesamt 16 Renntage und machte dabei einen Wettumsatz von knapp 6 Millionen DM, im Ergebnis die bis dahin erfolgreichste Saison.

## Anlagen und Betrieb
Die 1800 Meter lange Flachbahn wird von einer Tribüne mit rund 2000 Sitzplätzen gesäumt. Daneben gibt es eine Trainingsanlage mit Reithalle, 200 Pferdeboxen und eine Sandbahn. Westlich der Rennbahn befindet sich ein Großparkplatz.
Die Neue Bult ist eine der publikumsstärksten Rennbahnen Deutschlands. Renntage mit 20.000 Besuchern sind keine Seltenheit.
2014 zählte der Hannoversche Rennverein rund 78.600 Besucher an sieben Renntagen mit einem Wettumsatz von 1,5 Millionen Euro, etwas weniger als 2013.

### Themenrenntage
Der Hannoversche Rennverein versucht seit einigen Jahren galoppsportfernes Publikum zu gewinnen. Mit niedrigen Eintrittspreisen (der Eintritt für Kinder bis 14. Jahre ist frei), Hüpfburgen, Pony-Reiten usw. soll Familienfreundlichkeit dargestellt werden. Darüber hinaus gibt es an den meisten Renntagen ein umfangreiches Rahmenprogramm, das einem speziellen Thema gewidmet ist. So steht am Ascot-Renntag die Damenmode mit ungewöhnlichen Hüten im Vordergrund. Am Hannover 96-Renntag stehen Trainer und einige Spieler dem Publikum für Autogramme und Interviews zur Verfügung. Am Oktoberfest-Renntag dominiert die bayerische Tracht die Rennbahn. Am Renntag der Landwirtschaft präsentieren sich die landwirtschaftsnahen Berufe. Den beiden wichtigsten Sponsoren, der Volksbank Hannover und der VGH Versicherungen, sind ebenfalls ganze Renntage gewidmet und mit dem Renntag der Gestüte, der zugleich sportlicher Höhepunkt und Abschluss der Saison ist, feiert sich die deutsche Vollblutzucht selbst.

### Die Neue Bult und der Galoppsport während der Corona-Krise
Während des Ersten Lockdowns kam der gesamte Sport in Deutschland zum Stillstand. Als es ab dem 6. Mai Spielraum für Lockerung gab, veranstaltete der Hannoverschen Rennverein am 7. Mai den ersten Renntag und die erste Sportveranstaltung in Europa überhaupt. Zunächst fanden die Renntage ohne Zuschauer statt, später waren bis zu 999 vorher registrierte Zuschauer zugelassen.

### Zuschauer

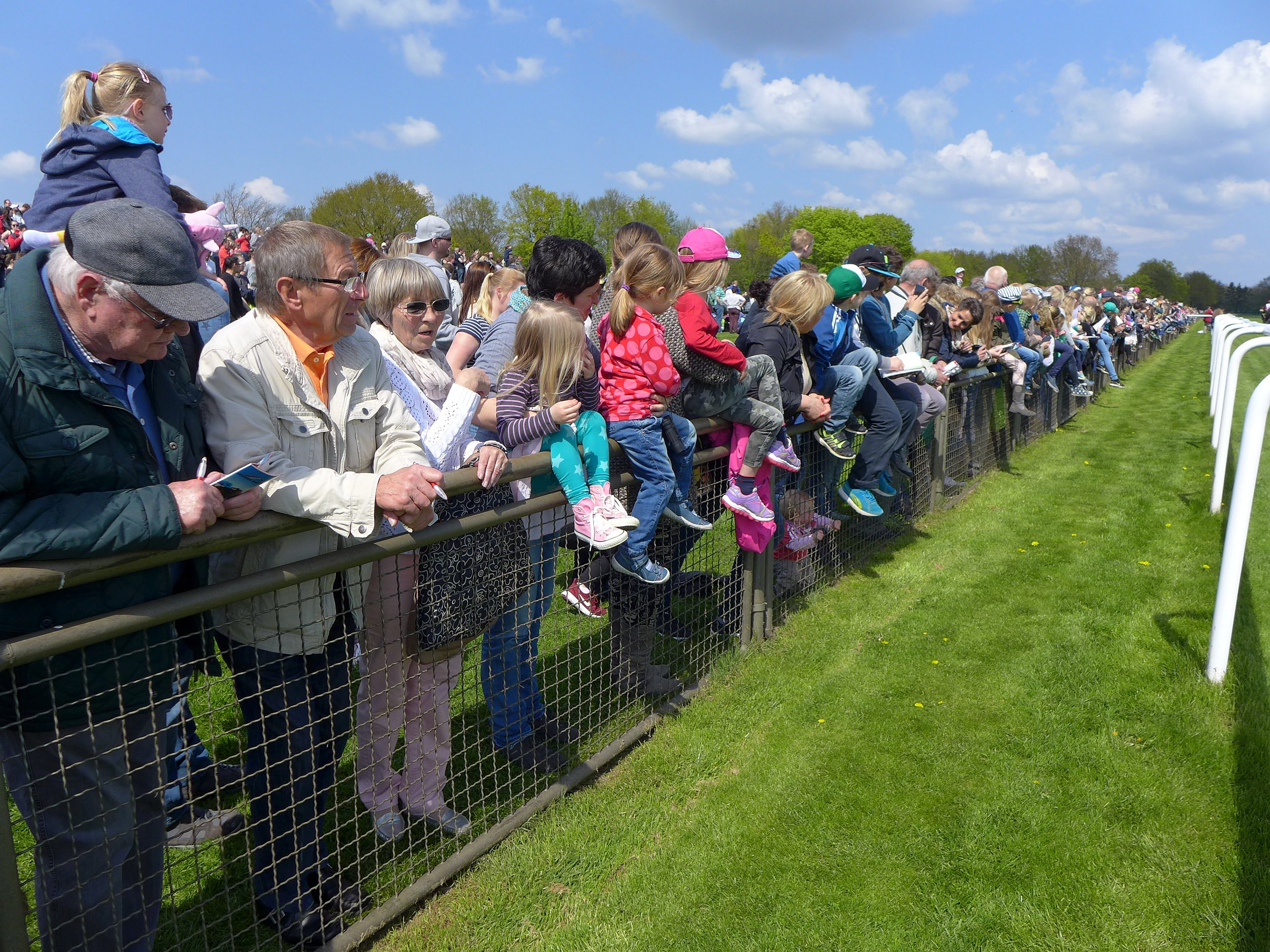
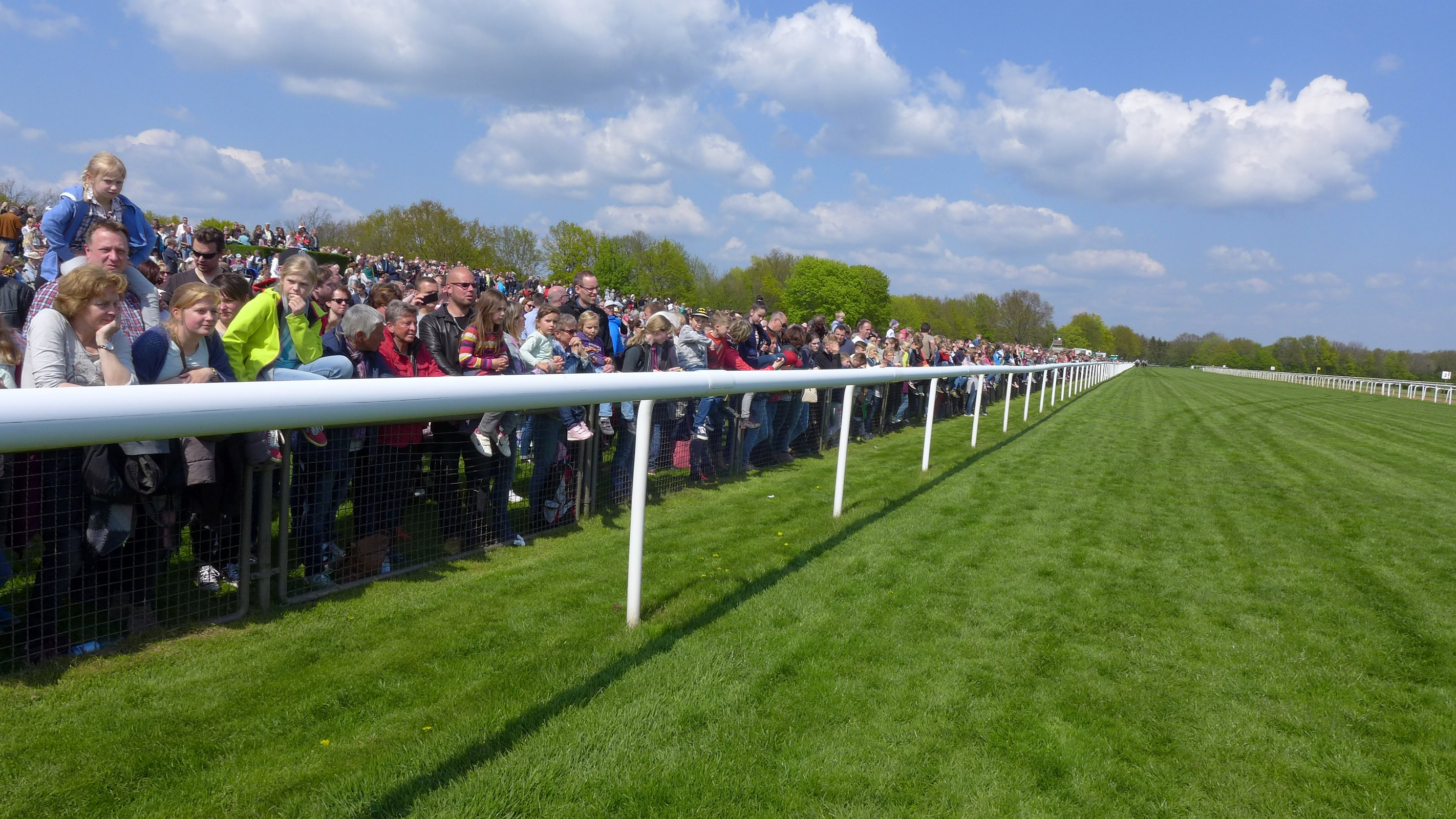
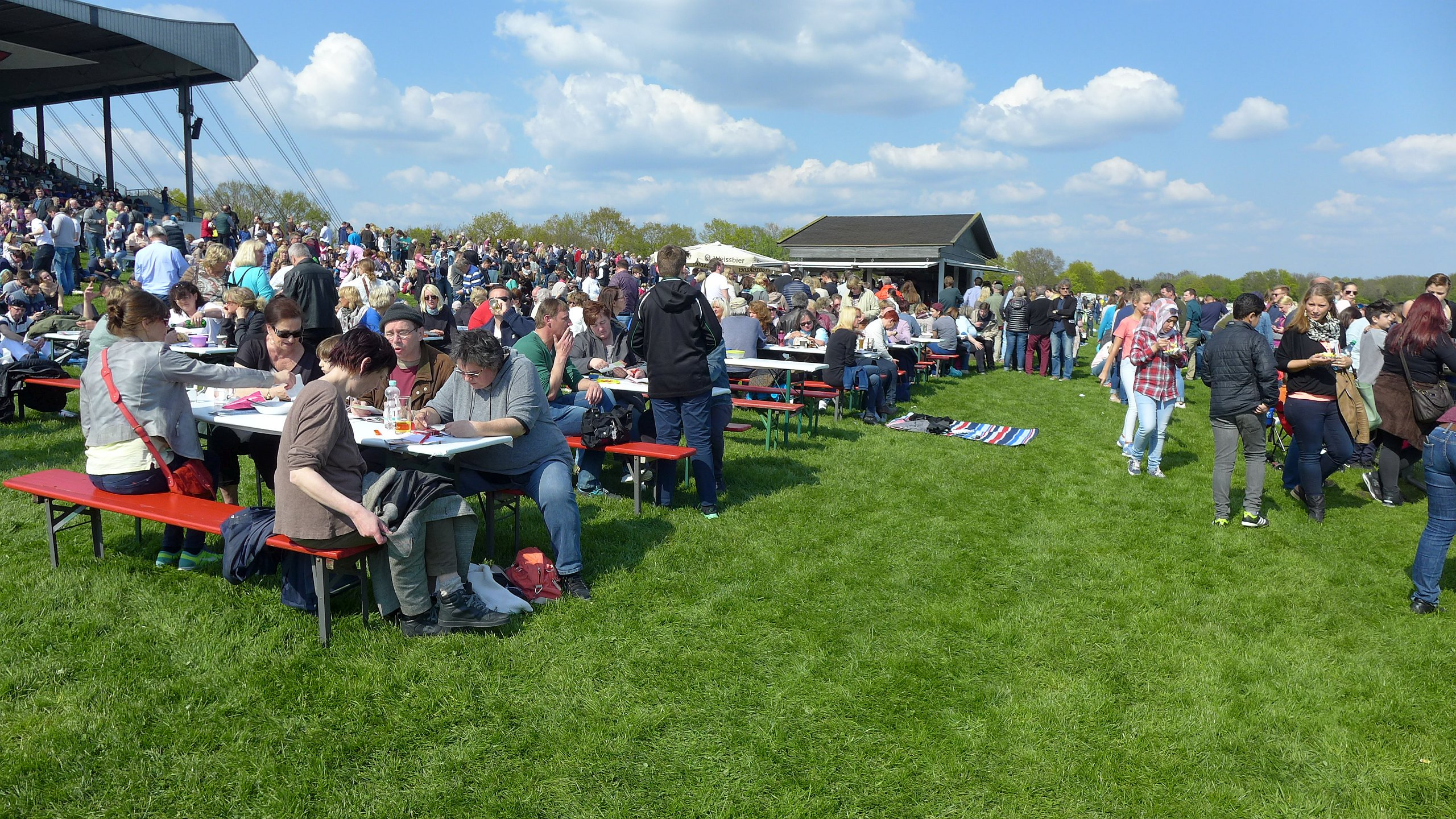
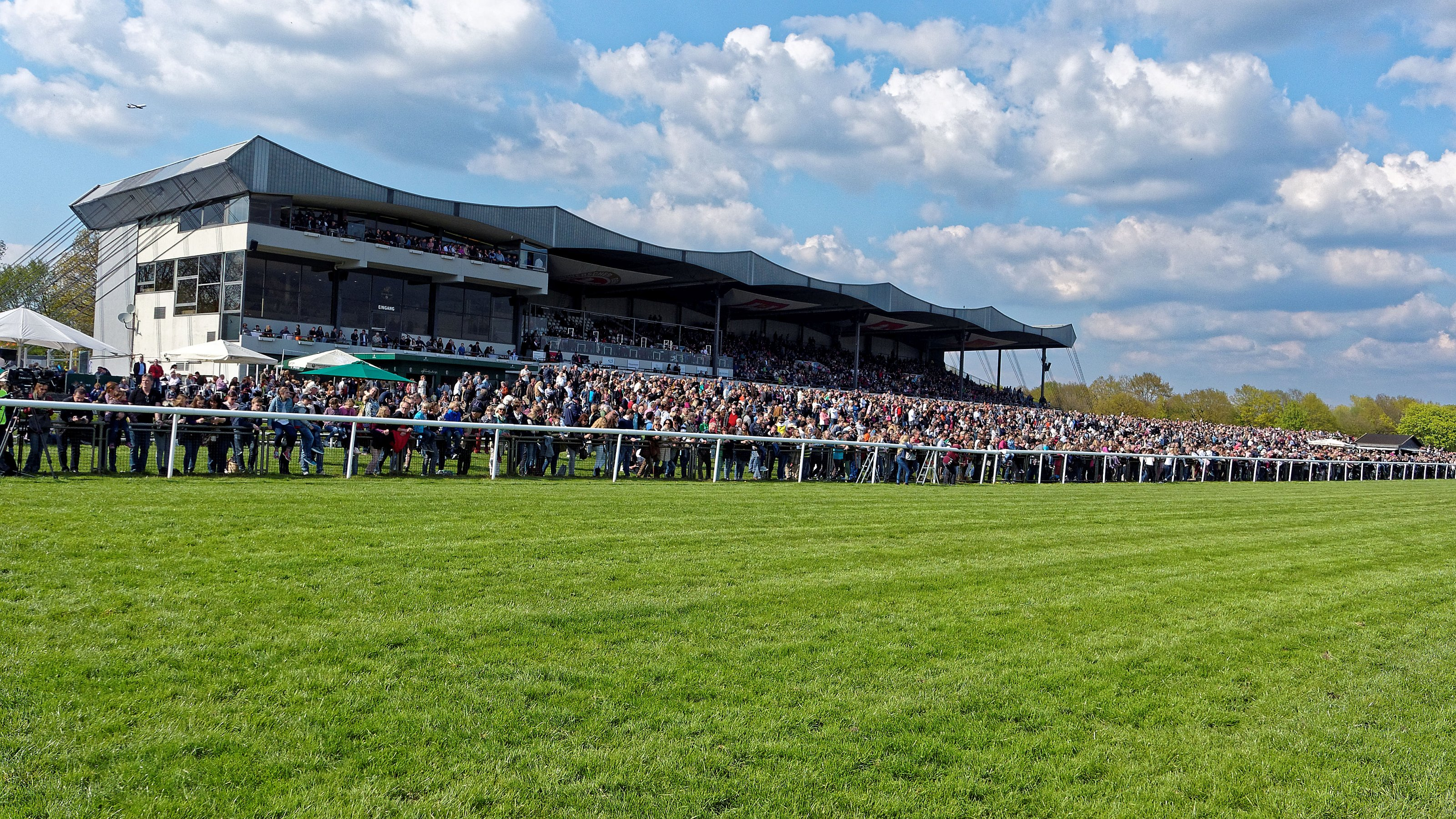
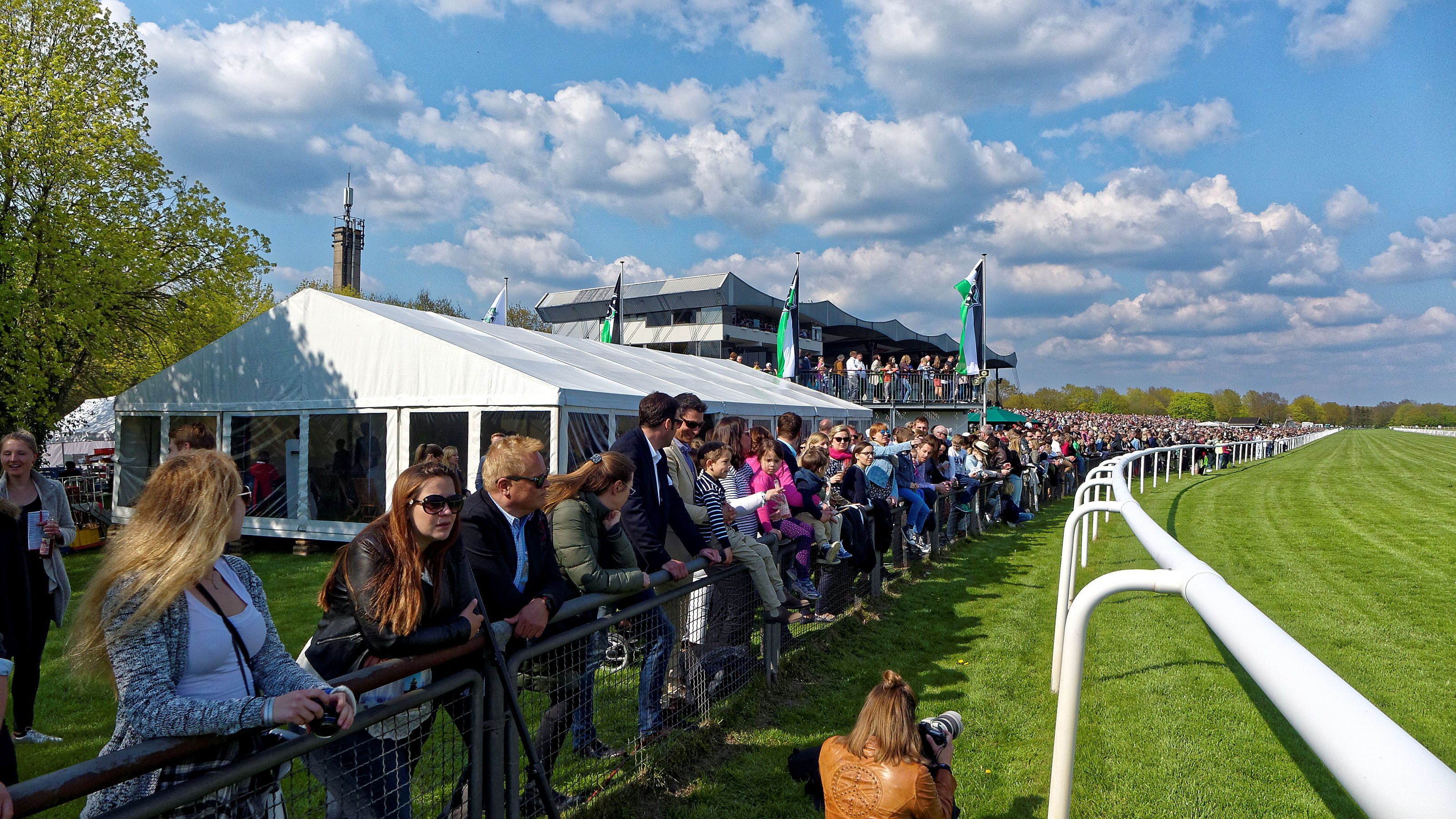

### Denkmäler auf der Neuen Bult

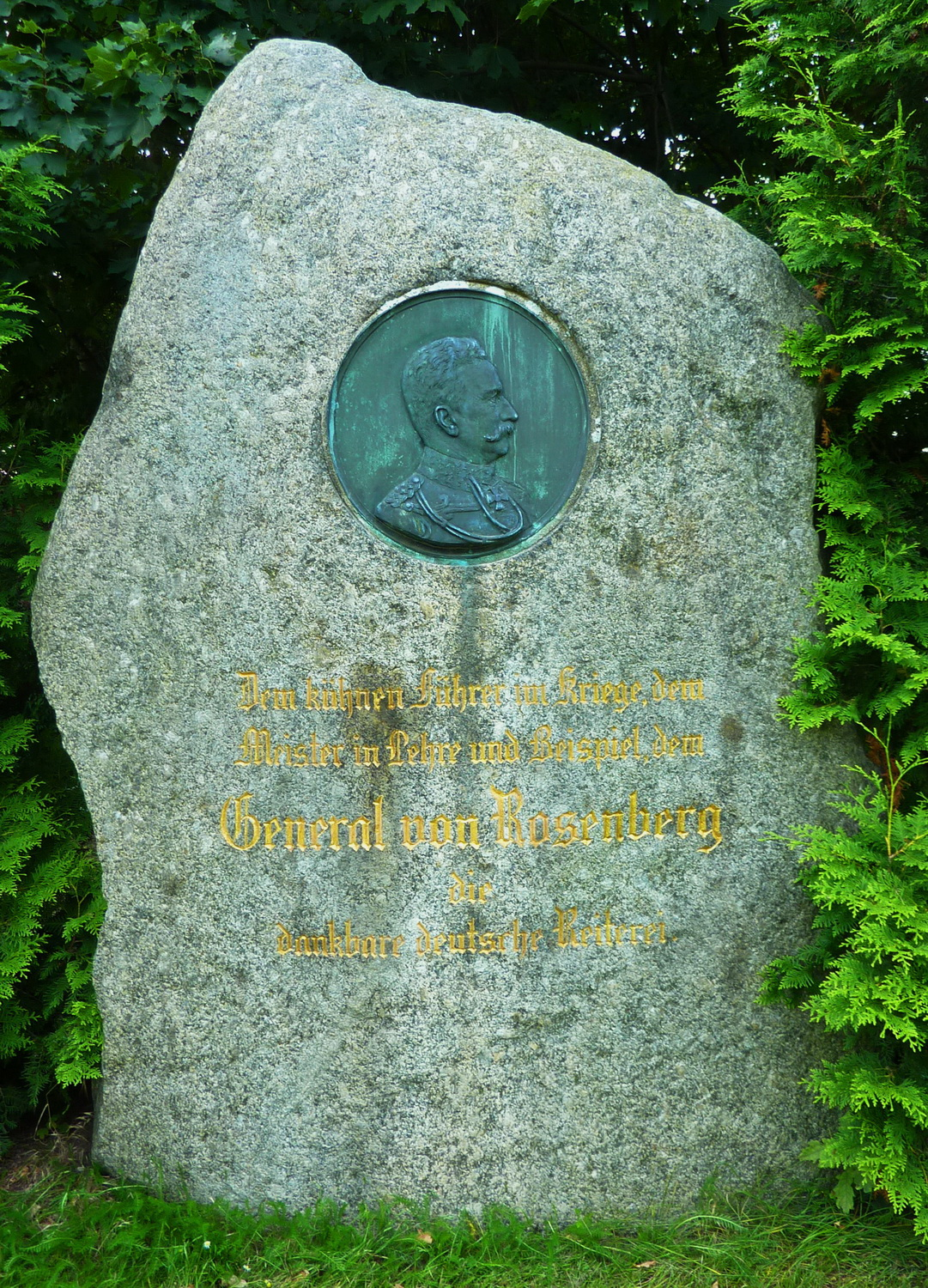
General-von-Rosenberg-Denkmal
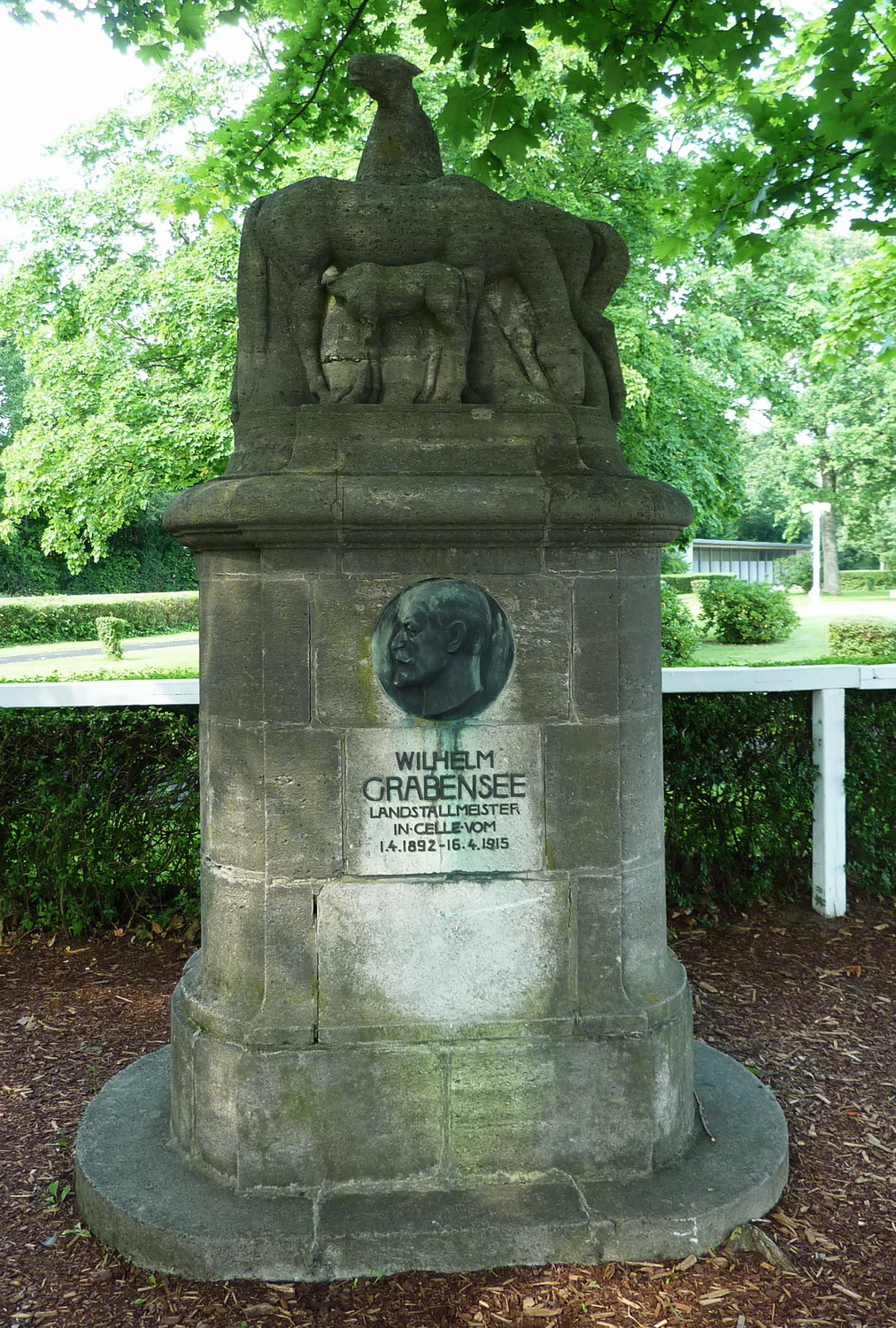
Denkmal für den Celler Landstallmeister Wilhelm Grabensee
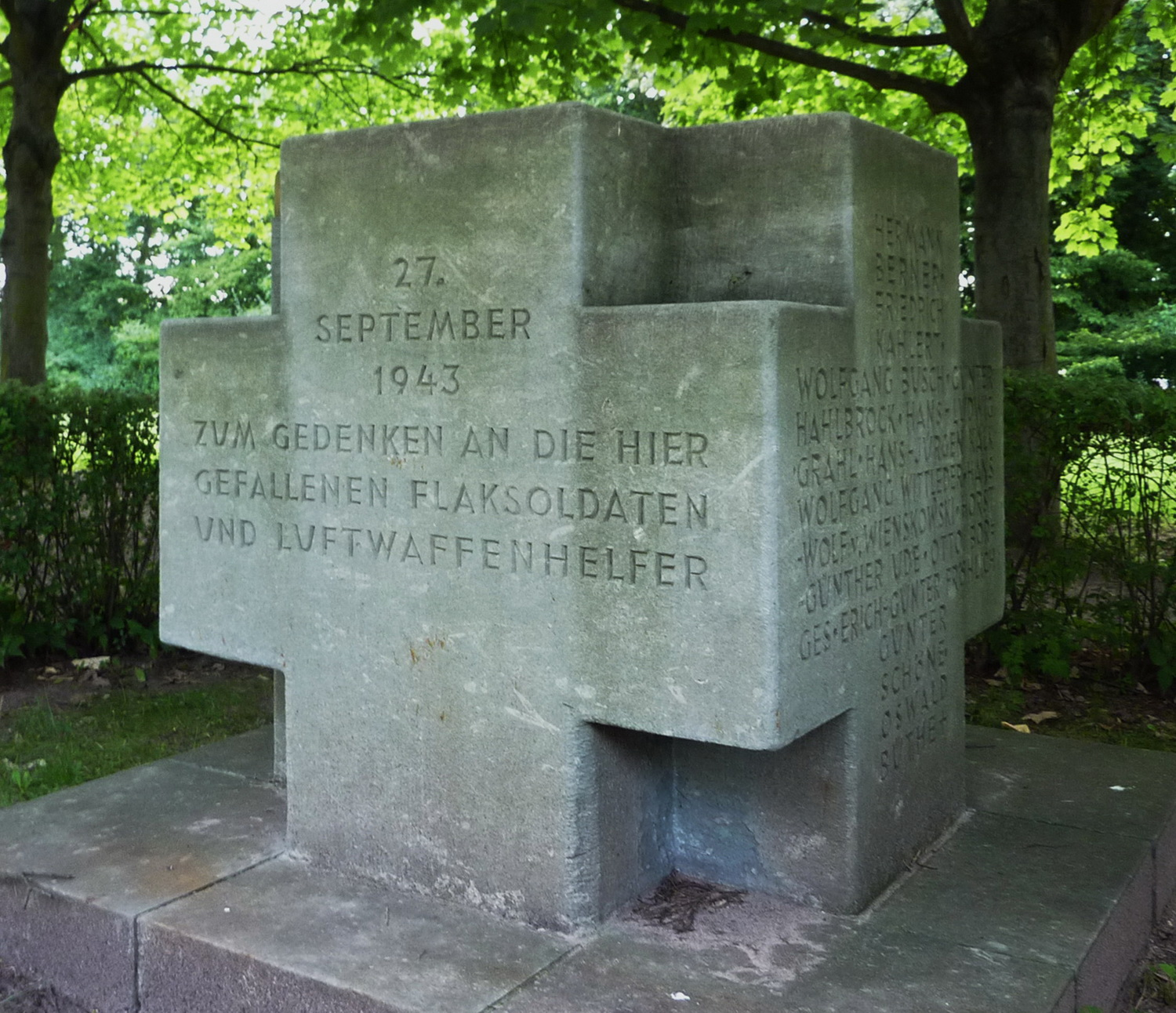
Denkmal für die am 27. September 1943 „[...] hier gefallenen Flaksoldaten und Luftwaffenhelfer“
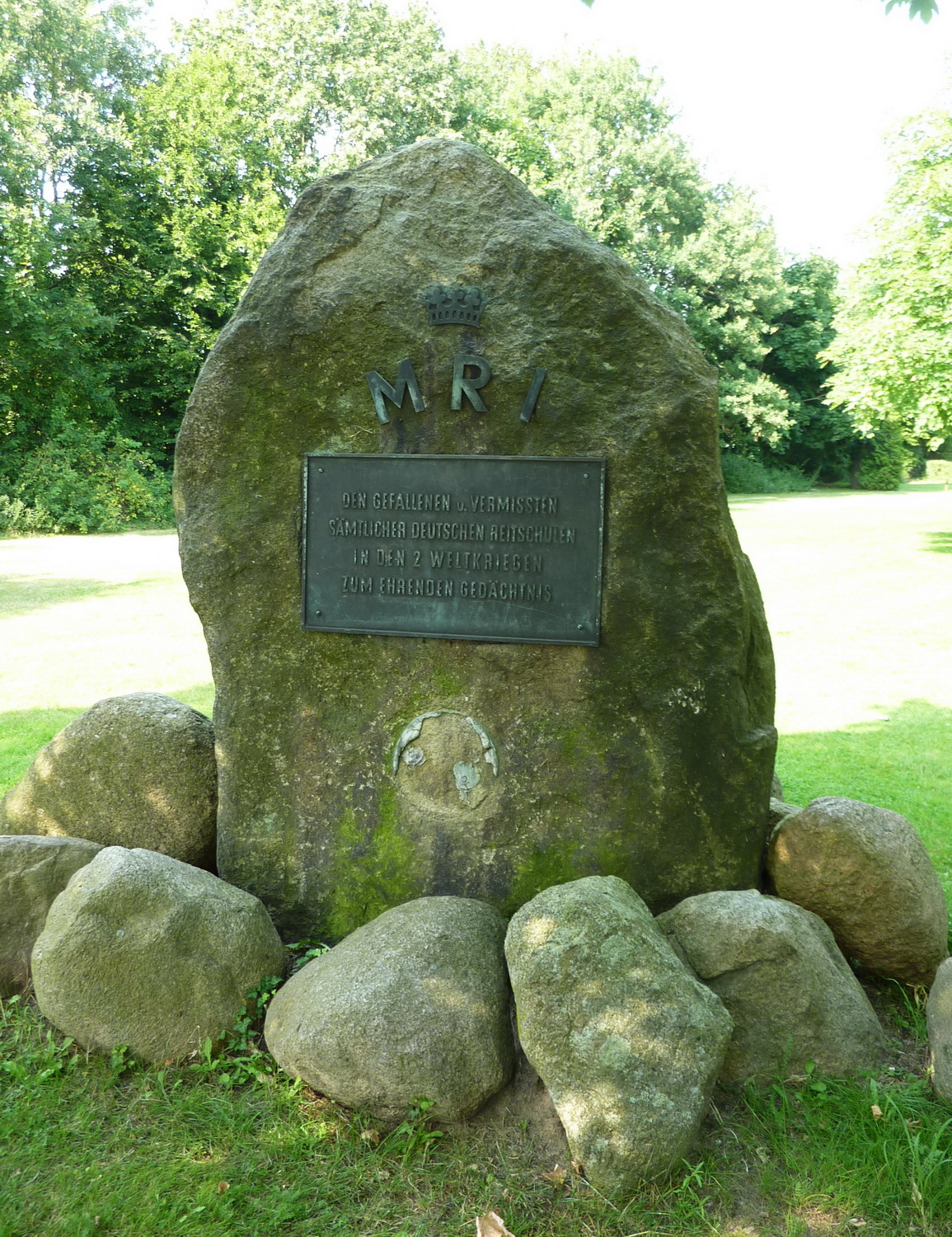
„[...] den Gefallenen und Vermißten sämtlicher deutschen Reitschulen in den 2 Weltkriegen“ zur Ehre